# Maria-Lassnig-Preis
Der Maria-Lassnig-Preis ist eine von Maria Lassnig gestiftete österreichische Auszeichnung für Bildende Künstler.

## Preis
Die Maria Lassnig Stiftung vergibt in Zusammenarbeit mit renommierten Ausstellungshäusern den Maria-Lassnig-Preis. Der Preis zielt auf Künstler in der Mitte der Karriere und kombiniert das Preisgeld mit einer Ausstellung in einem Kunsthaus. Der alle zwei Jahre vergebene Preis vergibt ein Preisgeld von 50 000 Euro.

## Preisträger
- 2017: Cathy Wilkes verbunden mit der Ausstellung im MoMA PS1[1]
- 2019: Sheela Gowda verbunden mit der Ausstellung in der Städtischen Galerie im Lenbachhaus[2]
- 2021: Atta Kwami und eine Plattform in der Londoner Serpentine Gallery[3]
- 2023: Lubaina Himid und eine große Einzelausstellung im UCCA Center for Contemporary Art in Peking[4]
- 2025: Carrie Yamaoka, verbunden mit einer Ausstellung Mitte 2026 in der Hamburger Kunsthalle.[5]